# Корзинка (фонтан, Петергоф)
Корзинка  — памятник архитектуры. Расположен на площадке у Большого грота Большого каскада в Петергофе.

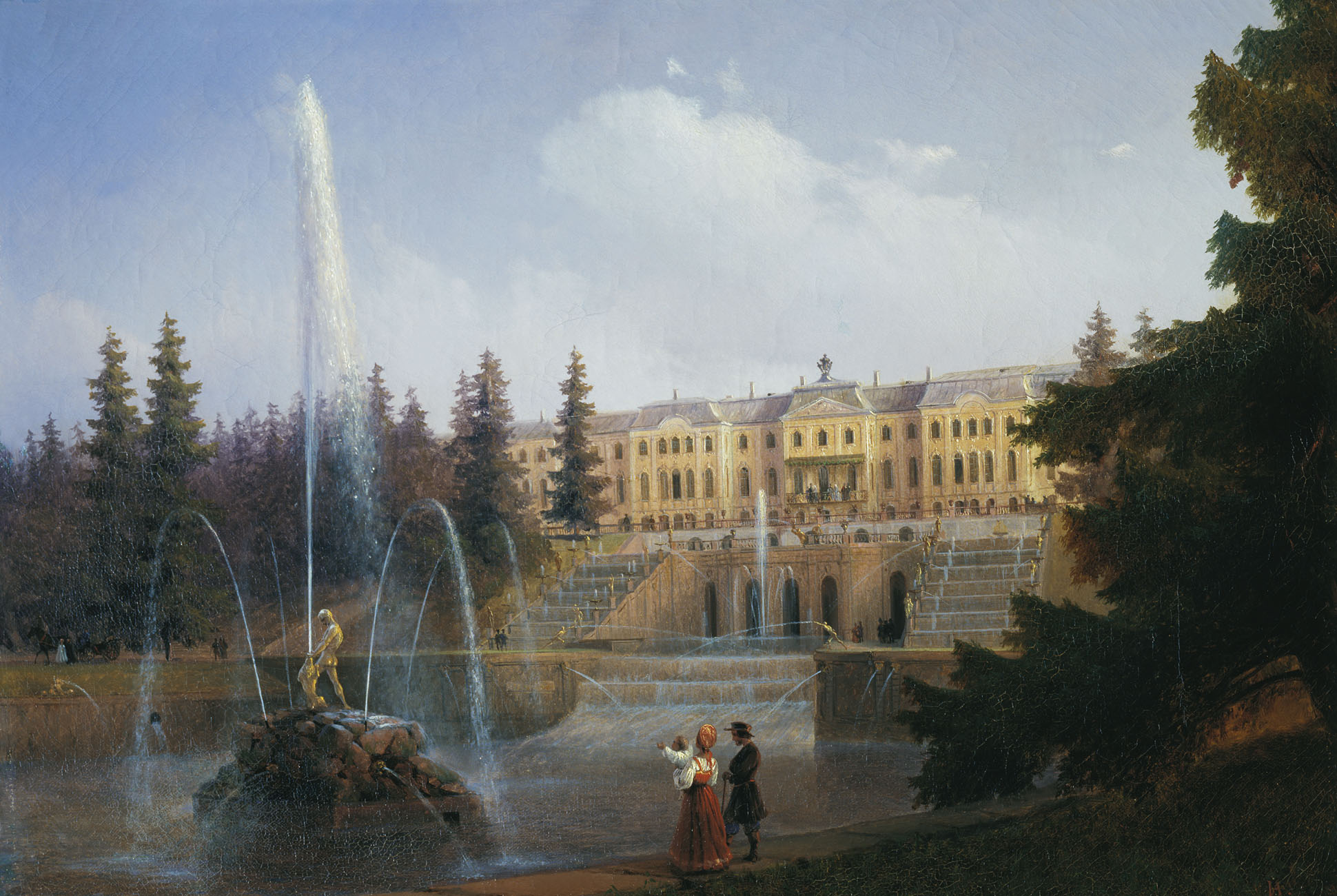
Фонтан «Кольцо» (на среднем плане) на картине «Вид на Большой каскад и Большой Петергофский дворец» И. К. Айвазовского

Фонтан образован из двадцати восьми низких наклонных струй, похожих на плетёную корзинку, из которой поднимаются девять высоких струй, напоминающих тюльпаны. Вода из «Корзинки» сливается по уступам Среднего каскада. Основание фонтана — туфовое кольцо.
Изначально Большой каскад был задуман без фонтанов, только с каскадами. Первым идею добавить в проект наружные фонтаны озвучил Пётр I в 1721 году в своих поправках к проекту Николо Микетти. Устройство фонтана «Кольцо», предшественника «Корзинки», началось летом 1723 года; в нём было шестнадцать струй, поровну высоких и невысоких, создающих два кольца, из которых поднималась мощная менажерная семнадцатая струя. На 1724 год поребрик фонтана был украшен двумя статуями, «Венера» и «Время».
В 1860 году Н. Л. Бенуа переделал «Кольцо» в «Корзинку».